# Zwaartekrachtimplosie
De zwaartekrachtsimplosie, zwaartekrachtinstorting of gravitatie-instorting is het ineenstorten van het inwendige van een ster. Dit gebeurt doordat de inwaarts gerichte zwaartekracht (gravitatie) de overhand krijgt op de uitwaarts gerichte gasdruk. Het verschijnsel treedt op in het laatste stadium van de evolutie van sterren, wanneer er een eind is gekomen aan de kernfusie die een hydrostatisch evenwicht op peil houdt.
Tijdens het instorten komt er veel energie vrij die de buitenste lagen van de ster wegslingert en de oorzaak is van het ontstaan van een supernova. De rest van een geïmplodeerde ster kan een neutronenster of zwart gat worden, of eventueel een (hypothetische) quarkster of een naakte singulariteit.

## Gebeurtenissen stap voor stap

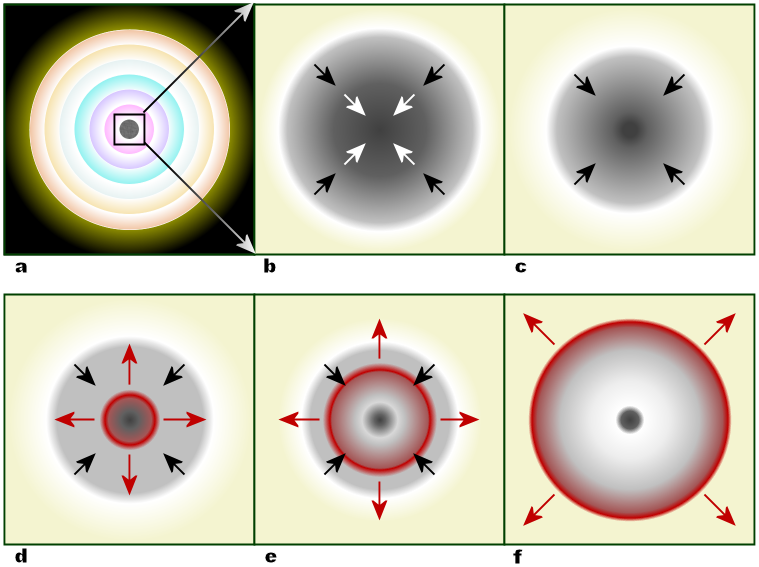

In de afbeelding worden de achtereenvolgende gebeurtenissen geïllustreerd:

1. De sterevolutie is in een eindstadium gekomen. In verschillende 'schillen' treedt nog de laatste kernfusie op die energie oplevert.
2. De kernfusie eindigt met de synthese van ijzer, aangezien fusie tot elementen zwaarder dan ijzer geen energie meer oplevert. Dit leidt tot een inerte kern.
3. In korte tijd bereikt deze kern een massa gelijk aan de Chandrasekhar-limiet en begint te imploderen. De materie van het binnenste deel van de kern wordt samengeperst tot neutronen, en veroorzaakt een:
4. terugkaatsing die leidt tot een schokfront (rood).
5. Als de dichtheid extreem toeneemt ontstaat toenemend interactie met neutrino's, waardoor het schokfront versterkt wordt.
6. De schok stoot met een enorme energie de buitenste lagen van het ster-overblijfsel weg (supernova) en laat een residu van ontaarde materie achter: een neutronenster of een zwart gat.